# Provincia Ghur
Provincia Ghur (paștună și persană: غور‎) este una dintre provinciile Afganistanului. Este localizată în partea centrală a statului.